# 阿克喬克拉克河
阿克喬克拉克河（烏克蘭語：Акчокрак），是烏克蘭的河流，位於該國東南部扎波羅熱州，屬於多穆茲拉河的支流，發源自新波克羅夫卡以北，流經新波克羅夫卡，河道全長25公里，流域面積160平方公里。